# Kolony (gra komputerowa)
Kolony – decyzyjna gra komputerowa wydana w roku 1991 przez Mirage Software jako drugi tytuł w portfolio wydawcy, dostępna na komputerach Atari XL/XE.
Grę napisał Janusz Bień a.k.a. Nemezys Software Group w języku Atari BASIC, umożliwiała zabawę w trybie tekstowym i nie oferowała dźwięku. Jedynym elementem graficznym była plansza startowa gry, w której autor zresztą popełnił błąd (powinno być Colony, ale wtedy plansza tytułowa była już gotowa).
Gra polega na rozbudowywaniu i zarządzaniu pozaziemską kolonią, a jej celem jest wykupienie planety, na której wylądował gracz, na własność. Działania, które może podejmować gracz to produkcja żywności (na potrzeby własne i na handel), eksploracja planety, wydobywanie minerałów, magazynowanie surowców, przyjmowanie nowych osadników, handel, obrona przed piratami i inne.
Kolony umożliwiało grę wieloosobową na jednym komputerze, a prowadzone przez graczy kolonie mogły ze sobą rywalizować lub współpracować.
Twórca pierwotnie sprzedawał swoją grę w warszawskich Domach Towarowych „Centrum”, gdzie zauważył go Tomasz Mazur, założyciel Mirage Software, który zaoferował Bieniowi profesjonalną dystrybucję.